# Ciadoux
Ciadoux ist eine französische Gemeinde mit 226 Einwohnern (Stand 1. Januar 2022) im Département Haute-Garonne in der Region Okzitanien (zuvor Midi-Pyrénées). Die Einwohner werden als Ciadouzains bezeichnet.

## Geographie
Umgeben wird Ciadoux von den sieben Nachbargemeinden: 
| Saint-Pé-Delbosc      | Mondilhan                                   | Escanecrabe          |
| Montgaillard-sur-Save | Kompassrose, die auf Nachbargemeinden zeigt | Cassagnabère-Tournas |
| Saman                 | Saint-Lary-Boujean                          |                      |

## Bevölkerungsentwicklung
| Jahr                       | 1962 | 1968 | 1975 | 1982 | 1990 | 1999 | 2007 | 2013 | 2016 | 2019 |
| -------------------------- | ---- | ---- | ---- | ---- | ---- | ---- | ---- | ---- | ---- | ---- |
| Einwohner                  | 197  | 207  | 188  | 196  | 203  | 186  | 243  | 258  | 243  | 218  |
| Quellen: Cassini und INSEE |      |      |      |      |      |      |      |      |      |      |

## Sehenswürdigkeiten
- Kirche St-Michel, mit Wandmalereien und Ausstattungsteilen aus dem 16. Jahrhundert